# Scopula prouti
Scopula prouti är en fjärilsart som beskrevs av Alexander Michailovitsch Djakonov 1935. Scopula prouti ingår i släktet Scopula och familjen mätare. Inga underarter finns listade.